# Peace with Honour
Peace with Honour è un cortometraggio muto del 1902 diretto da Percy Stow e da Cecil M. Hepworth che è anche protagonista del film insieme a Norman Whitten e a May Clark.

## Trama
Film sulla seconda guerra boera, con ricostruzioni e attualità.

## Produzione
Il film fu prodotto dalla Hepworth.

## Distribuzione
Distribuito dalla Hepworth, il film - un cortometraggio della lunghezza di trenta metri - uscì nelle sale cinematografiche britanniche nel giugno 1902, subito dopo la fine della seconda guerra boera.
Si pensa che sia andato distrutto nel 1924 insieme a gran parte degli altri film della Hepworth. Il produttore, in gravissime difficoltà finanziarie, pensò in questo modo di poter almeno recuperare l'argento dal nitrato delle pellicole.